# Компакт-диск
Компа́кт-ди́ск (англ. compact disc) (CD) — переносний оптичний диск для зберігання інформації (даних) у цифровому вигляді, тобто формату зберігання даних. Цей формат було спочатку розроблено для записування та відтворення лише звукозаписів, але пізніше, його було пристосовано для зберігання даних: (CD-ROM). Пізніше, були додатково отримані кілька інших форматів дисків, у тому числі: одноразового запису аудіо та збереження даних (CD-R), перезаписуваний носій (CD-RW), відео компакт-диск (VCD), супервідео компакт-диск (SVCD), Photo CD, Picture CD, Enhanced Music CD. Аудіо CD та аудіо програвачі компакт-дисків, стали комерційно доступними, починаючи з жовтня 1982 року.
Стандартні компакт-диски мають діаметр 120 мм та можуть вмістити близько 80 хвилин нестисненого аудіо або близько 700 Мбайт даних. Mini CD має різні діаметри в інтервалі від 60 до 80 мм; вони іноді використовуються для CD—синглів, запису до 24 хвилин аудіо-файлів, або використовуються для установки драйверів пристроїв.
Під час впровадження цієї технології 1982 року, компакт-диск мав більшу ємність, ніж жорсткий диск персонального комп'ютера. До 2010 року, жорсткі диски вже перевершували можливості компакт-дисків у кілька тисяч разів.
2004 року у всьому світі, продажі аудіо компакт-дисків, CD-ROM і CD-R склали близько 30 мільярдів штук. До 2007 року вже 200 мільярдів компакт-дисків було продано по всьому світу. Зараз[коли?] компакт-диски все частіше замінюються іншими формами цифрового зберігання та розподілу, через що, темпи продажів CD, наприклад у США, знизилися приблизно на 50 % від свого піка. Проте, вони залишаються одним з основних засобів розповсюдження для музичної індустрії. У стосунку до музики, компакт-диск, принципово відрізняється від довгогральної грамофонної платівки. Виготовляються з поліакрилату із прозорим пластиковим покриттям. Металевий диск знаходиться під ним. З поверхні диска з мікроскопічних канавок зчитується лазерним променем цифровий код, яким закодовано звуки та створюється аудіосигнал, що практично не відрізняється від звучання оригіналу.
Подальшим розвитком компакт-дисків стали DVD і Blu-ray Disc.

## Україна й оптичні носії даних
Перший прообраз сучасного компакт-диска було розроблено у середині 60-х років XX століття, аспірантом Київського інституту кібернетики Петровим В'ячеславом Васильовичем на основі скляної підкладки.
Скло це багатокомпонентний силікатний матеріал із температурою плавлення близько 600—700 °C, і досить хімічно активний. Тому на його поверхні реєструвальний матеріал не може довго зберігати дані високої щільності.
В Україні виробництво компакт-дисків почало розгортатися у середині 90-х років минулого століття. Активну участь у цьому процесі взяли компанії, які входили до складу АК «Росток». Організація випуску нового виду продукції, вимагала вибору таких технологічних рішень, які б забезпечували як виготовлення компакт-дисків високої якості та можливості переходу до випуску нових видів компакт-дисків, так і виробництво конкурентоспроможної, доступної за ціною для мешканців України, продукції. Випуск вітчизняних компакт-дисків було розпочато з освоєння технології інжекційного лиття підкладок компакт-дисків та пристосування її до наявних умов виготовлення виробів з полімерних матеріалів.
2014 року, вчені Інституту проблем реєстрації інформації при Національній академії наук України, у співпраці з Інститутом монокристалів НАНУ, розробили сапфірові оптичні диски, інформація на яких може зберігатися десятки тисяч років. Сапфір має унікальні фізико-хімічні властивості: високу температуру плавлення (понад 2000 °C), твердість, що поступається лише твердості алмазу, витривалість. Він чудово підходить для оптичних вікон, що використовуються в екстремальних умовах у військовій, науковій та цивільній сферах, де матеріал працює тривалий час, і не змінює своїх властивостей. Завдяки таким властивостям інформація на його поверхні може зберігатися набагато довше, ніж на будь-яких інших носіях.
Підкладкою левової частки усіх сучасних носіїв інформації слугує полікарбонат. Цей матеріал — пластмаса, з температурою плавлення, що трохи перевищує 200 °C, і має термін зберігання (оскільки використовуються не дуже якісні реєструвальні середовища) — від 1 до 15 років. Тому у широкому вжитку сьогодні носії інформації, котрі не можуть похвалитися тривалим терміном зберігання даних. Наприклад, звичайний CD / DVD диск теоретично придатний до використання лише 30 років. USB-флешки здатні зберігати дані до 5-10 років. Твердотілий накопичувач SSD — до 40 років. Звичайні тверді диски, теоретично, до 100 років, але містять у собі рухомі механічні частини, які можуть не витримати випробування і набагато меншим часом.

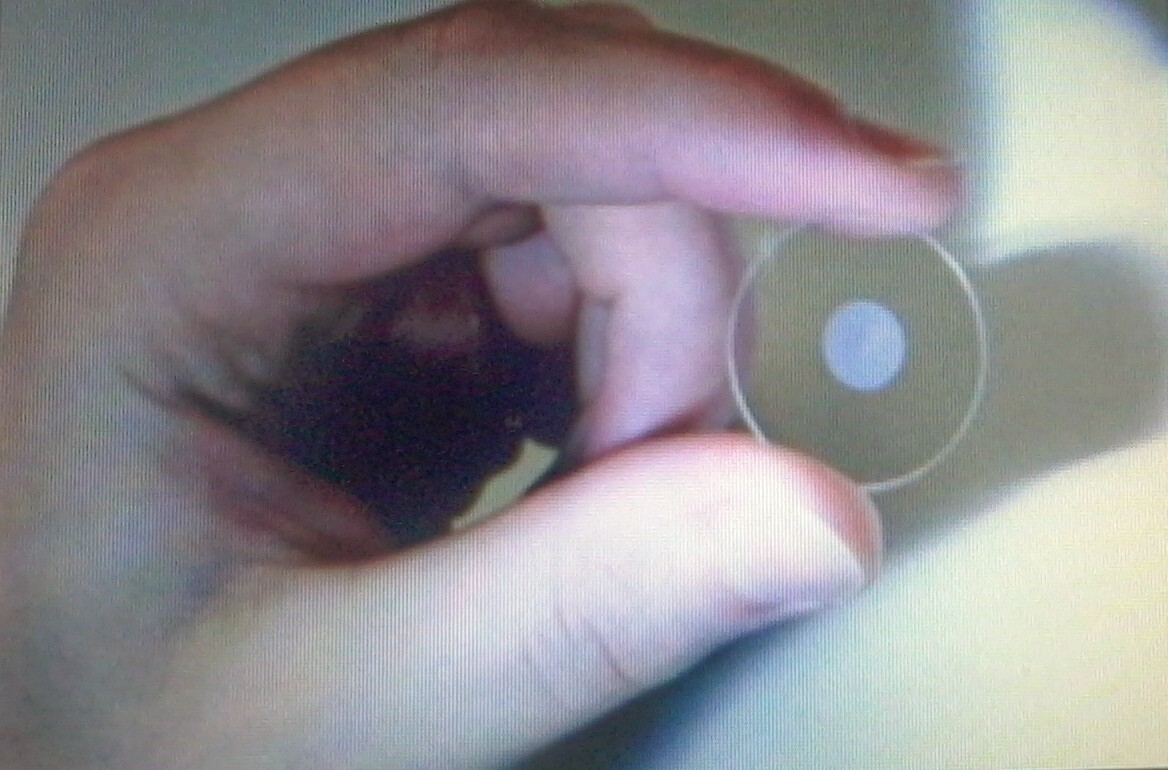
Сапфіровий компакт-диск

Українським науковцям вдалося створити оптику, яка компенсує поляризаційні спотворення сапфіру та дає можливість, крізь сапфірову підкладку, записувати й зчитувати інформацію з максимально допустимою для оптики щільністю. Для реалізації цієї ідеї, не потрібно було створювати нові технології, тому вдалося за короткий термін випустити перший оптичний диск на сапфірі. Його діаметр 80 мм, щільність запису відповідає стандартному диску CD-ROM і на його поверхні записується 210 Мбайт даних. Планується здійснити запис і зберігання інформації на дисках діаметром не лише 80 мм, а й 120 мм (стандарт CD). Також є можливість виготовляти оптичні диски діаметром до 200—300 міліметрів.
Не лише, наукові знання потребують надійного довготривалого зберігання. Дуже важливі для національної безпеки технічна й технологічна документація, дані про радіоактивні відходи, екологічно- небезпечні об'єкти тощо. Ще один пласт для дбайливого зберігання — культурна спадщина. До речі, збереження та відтворення скарбів народної творчості, пам'яток писемної й художньої культури України — не менш цікавий напрямок діяльності Інституту проблем реєстрації інформації. У січні 2014 року у стінах НАНУ, де проходило засідання президії Академії наук, звучала фонограма виступу Віктора Михайловича Глушкова на засіданні президії АН УРСР, записана на першому у світі сапфіровому оптичному дискові, розробленому і виготовленому Інститутом проблем реєстрації інформації та НТК «Інститут монокристалів». У цьому виступі геніальний[джерело?] кібернетик передбачав воістину фантастичні перспективи розвитку оптичного запису інформації для комп'ютерної техніки та інформаційних технологій.

## Історія

### Джеймс Рассел
Існує думка про те, що компакт-диск винайшли, зовсім не Philips і Sony, а американський фізик Джеймс Рассел. Винахідник компакт-диска, який працював у компанії Optical Recording, не заробив на ньому ні цента. Вже 1971 року він продемонстрував свій винахід для зберігання даних. Робив він це з «особистою» метою, оскільки бажав запобігти дряпанню своїх вінілових платівок голками звукознімачів. За вісім років подібний пристрій було «незалежно» винайдено компаніями Philips і Sony.

### PhilipsіSony
Прототипи компакт-дисків було розроблено компаніями Philips і Sony незалежно одна від одної, наприкінці 1970-х років. 1979 року, Sony і Philips створили спільну робочу групу інженерів для розробки нового цифрового аудіо диска. Після року експериментів і обговорення, стандарт Red Book CD-DA було оприлюднено 1980 року. Коли почався комерційний випуск 1982 року, компакт-диски та їх програвачі, були надзвичайно популярні. Хоча їх вартість, становила до $ 1000, понад 400 тисяч програвачів компакт-дисків було продано, наприклад, лише у США у проміжок з 1983 по 1984 роки. Успіх компакт-дисків було зараховано на користь співпраці між Philips і Sony, які прийшли разом, щоб узгодити і розробити сумісні апаратні забезпечення. Уніфікована конструкція компактного диска, дозволила споживачам придбати будь-який диск або плеєр від будь-якої компанії.
1974 року Л. Оттенс, директор аудіо підрозділу Philips, заснував невелику групу задля розробки аналога оптичного аудіо диска з діаметром 20 см, щоби якість звуку перевершувала вінілову платівку. Проте, через незадовільну роботу аналогового формату, два інженери Philips, радили цифровий формат, тож 1977 року у Philips створили лабораторію з завданням створення цифрового аудіо диска. Діаметр прототипу компакт-диска Philips було встановлено на рівні 11,5 см.
Хеітаро Накадзіма, який розробив ранній цифровий аудіорекордер, у рамках національної організації суспільного мовлення Японії, 1970 року став генеральним директором аудіо відділу компанії Sony. 1971 року, його команда розробила цифровий PCM адаптер аудіо магнітофона. У вересні 1976 року, Sony показала пресі 30 см диск, який може зіграти 60 хвилин цифрового звуку (частота дискретизації 44100 Гц і дозволом 16 біт). У вересні 1978 року, компанія показала оптичний цифровий аудіо диск зі 150 хвилинами ігрового часу, з частотою дискретизації 44056 Гц.
1979 року, Sony і Philips створили спільну робочу групу інженерів, задля розробки нового цифрового аудіо диска. Під керівництвом інженерів Кєєса Схаухамера Іммінка і Тошітада Доі, відбувалися дослідження з просування лазера для технології оптичних дисків. Після року дослідів та обговорення, цільова група підготувала стандарт Red Book CD-DA. Цей стандарт було офіційно прийнято МЕК як міжнародний стандарт 1987 року.
Philips ввів термін компакт-диск, відповідно до іншої аудіо продукції, компакт-касети, та зробив внесок у загальний виробничий процес, заснований на технології відео Laser Disc. Philips також, зробили свій внесок у технологію модуляції (EFM), яка надає певну стійкість до пошкоджень, таких як подряпини чи відбитки пальців, у той час, як Sony, сприяв просуванню методу виправлення похибок, CIRC.

## Конструктивні особливості
Компакт-диск виготовляється з 1,2 мм, полікарбонатного пластику та важить 15-20 грам. Площа внутрішньої програми, посідає радіус від 25 до 58 мм.
Тонкий шар алюмінію або, рідше, золото наноситься на поверхню, що робить її відбивальною для світлових променів. Метал захищено плівкою лаку, зазвичай, з покриттям безпосередньо на відбивному шарі. Етикетка друкується на лаковому шарі, як правило, за допомогою трафаретного або офсетного друку.
Для зберігання даних, компакт-диск має крихітні заглиблення (ямки), у вигляді спіралі у шарі полікарбонату. Кожна ямка є, приблизно 100 нм завглибшки та від 500 нм завширшки, і досягає від 850 нм до 3,5 мкм у довжину. Відстань між доріжками, становить 1,6 мкм (простір).
Двигун усередині програвача компакт-дисків, розкручує диск до швидкості сканування 1,2-1,4 метри на секунду (постійна лінійна швидкість) — відповідає приблизно 500 обертам на хвилину для внутрішньої частини диска, а також приблизно 200 обертам на хвилину, для зовнішнього краю. Диск, який відтворюється з початку до кінця, поступово уповільнює швидкість обертання під час відтворення.
Компакт-диск зчитується за фокусування 780 нм (у ближній інфрачервоній області) напівпровідникового лазера, що розміщується усередині програвача компакт-дисків, крізь дно полікарбонатного шару. Зміна висоти між ямками і просторами, призводить до різниці на шляху світла, котре відбивається. Шляхом вимірювання зміни інтенсивності за допомогою фотодіода, дані може бути знято з диска. Для того, щоби пристосуватися до спіральної структури даних, напівпровідниковий лазер поміщається на поворотний кронштейн у лоток для дисків будь-якого програвача компакт-дисків. Цей поворотний кронштейн дозволяє лазеру зчитувати інформацію від центру до краю диска, без потреби переривання.
Ямки та простори, самі по собі, безпосередньо, не являють нулі й одиниці вихідних даних. Замість цього, для повернення до нуля, використовується перевернуте кодування: зміна від ямки до простору і навпаки, вказує на одиницю, у той час, як відсутність змін вказує на низку нулів. Там повинно бути не менше двох і не більше десяти нулів між кожною канавкою (ямкою), і це визначається довжиною заглиблення. Ці дані, своєю чергою, декодують заднім ходом модуляції від восьми до чотирнадцяти, яку використано у форматі (конструкції) диска.

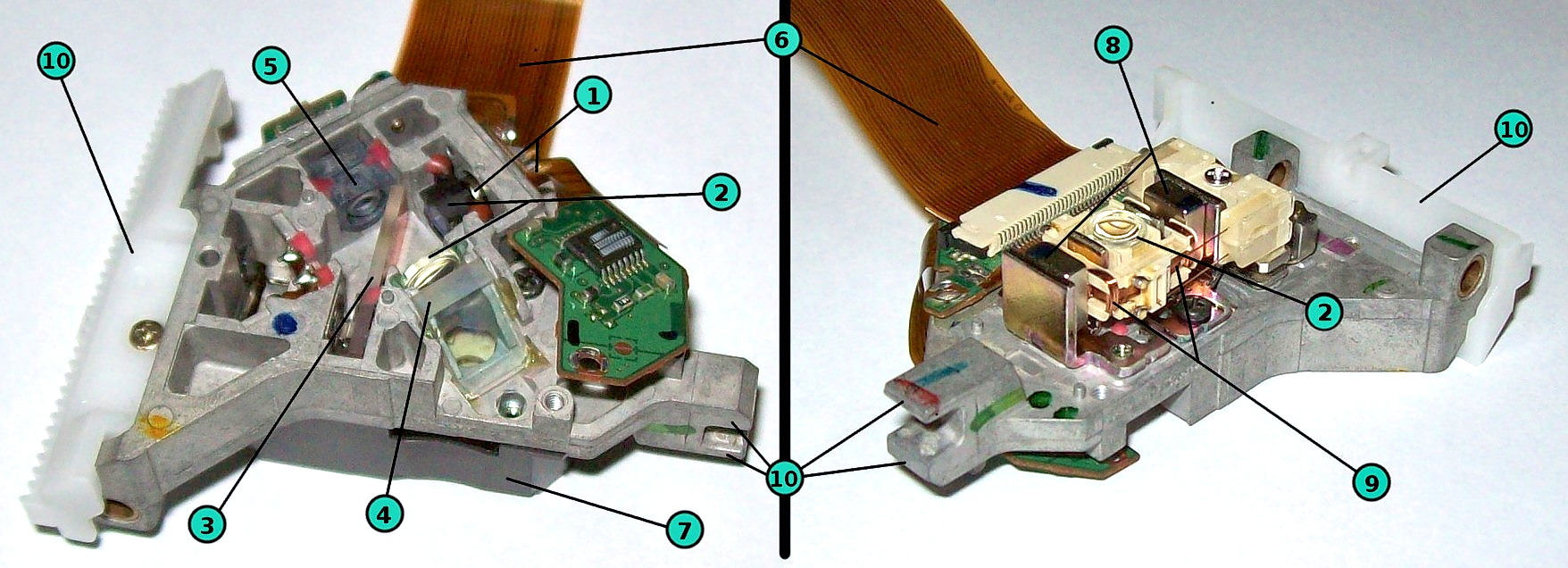
Привод CD-ROM: 1. діодний лазер, 2. фокусувальний об'єктив, 3. дільник променя, 4. Дзеркало (направляє промінь лазера вгору), 5. фотодавачі (фотодіоди), 6. Шина передавання даних, 7. пластикова кришка, 8. Магніт, 9. котушка (використовується для переміщення фокусної лінзи).

### Збереження
Компакт-диски схильні до пошкоджень під час використання та від впливу довкілля. Ямки знаходяться набагато ближче до боку диска з етикеткою, що може призвести до дефектів та забруднень, які можуть бути у фокусі лазерного променя під час відтворення. Отже, компакт-диски більш імовірно пошкодити з боку етикетки. Подряпини на прозорому боці можна усунути шляхом повторного заповнення пластиком з аналогічним показником заломлення або шляхом ретельного полірування. Краї компакт-дисків іноді не повністю закрито, що дозволяє газам і рідинам викликати корозію металу відбивного шару. У Белізі було виявлено грибок Geotrichum candidum, що споживає полікарбонатний пластик та алюміній, з яких складається компакт-диск.